# Erik Čikoš
Erik Čikoš (Bratislava, 31 de juliol de 1988) és un futbolista eslovac que actualment juga pel Wisła Kraków.

## Carrera esportiva
El 2 de juliol del 2010 se va unir al Wisła Kraków gràcies a una cessió d'un any de duració.